# Zsófia Kovács
Zsófia Kovács (ur. 6 kwietnia 2000 roku w Dunaújváros) – węgierska gimnastyczka, uczestniczka Letnich Igrzysk Olimpijskich w Rio de Janeiro, mistrzyni Europy z 2022 roku.  

## Kariera

### Początki
Pochodzi ze sportowej rodziny, jej ojciec i brat związani są z piłką nożną. Gimnastykę trenować zaczęła już w przedszkolu. 

### Sukcesy
| Rok  | Konkurs                                       | Miejsce |
| ---- | --------------------------------------------- | ------- |
| 2014 | Mistrzostwa Europy juniorów                   | 10      |
| 2015 | Europejski Festiwal Olimpijski Młodzieży 2015 | 10      |
| 2016 | Puchar Świata w Doha                          | 3       |
| 2016 | Mistrzostwa Węgier                            | 2       |
| 2016 | Mistrzostwa Europy                            | 8       |
| 2017 | Puchar Świata w Doha                          | 2       |
| 2017 | Mistrzostwa Europy                            | 2       |

### Igrzyska olimpijskie
Brała udział w igrzyskach w Rio de Janeiro w konkurencji wieloboju. W kwalifikacjach zajęła 33 miejsce z łączną notą 54,598, co nie dało jej awansu do finału. 

### Mistrzostwa Europy
W 2022 roku podczas mistrzostw w Monachium zdobyła złoto w kategorii skok. 

## Źródła
- https://thegymter.net/zsofia-kovacs/
- https://web.archive.org/web/20160806081459/https://database.fig-gymnastics.com/public/gymnasts/biography/43117/false?backUrl=
- http://olimpia.hu/gy-kovacs-zsofia